# Top Volleyball League 2018/19 (Männer)
Die Top Volleyball League 2018/19 war die 14. Spielzeit der Männer-Volleyballliga Taiwans. Die Saison begann am 5. Januar 2019 und endete am 24. Februar 2019. Titelverteidiger war Taipower VC.

## Reguläre Saison

### Tabelle
In der Top Volleyball League gilt für den Spielbetrieb folgende Punkteregel: Für einen 3:0- oder einen 3:1-Sieg gibt es drei Punkte, für einen 3:2-Sieg zwei Punkte, für eine 2:3-Niederlage einen Punkt und für eine 1:3- oder 0:3-Niederlage keinen Punkt. Bei Punktgleichheit entscheidet zunächst die Anzahl der gewonnenen Spiele, dann der Satzquotient (Divisionsverfahren) und schließlich der Ballpunktquotient (Divisionsverfahren).
|    | Verein          | Anz. Spiele | Punkte | Gew. Spiele | Verl. Spiele | Sätze | Bälle     |
| -- | --------------- | ----------- | ------ | ----------- | ------------ | ----- | --------- |
| 1. | Taipower VC (M) | 24          | 67     | 23          | 1            | 0:0   | 2146:1765 |
| 2. | Long Power VC   | 24          | 36     | 13          | 11           | 0:0   | 2028:2010 |
| 3. | Mizuno VC       | 24          | 31     | 8           | 16           | 0:0   | 2069:2158 |
| 4. | Conti VC        | 24          | 10     | 4           | 20           | 0:0   | 1797:2107 |

|     | Meister der Top Volleyball League 2018/19 und Qualifikation zur AVC Club Volleyball Championship |
| (M) | Taiwanesischer Meister 2017/18                                                                   |